# 島田友樹
島田 友樹（しまだ ともき、9月22日 - ）は、日本の男性声優。アトリエピーチ所属。群馬県出身。血液型はO型。

## 出演作品

### ゲーム

#### 2007年
- いさましいちびの許婚（長門パパ、その他）
- 王賊（清丸）
- Sweet Home〜Hなお姉さんは好きですか?〜
- 魔女っ娘ア・ラ・モードII〜魔法と剣のストラグル〜（正魔術師、衛兵）
- 勇者のくせになまいきだ。（勇者）

#### 2008年
- 暁の護衛
- 朝凪のアクアノーツ（高本総一郎）
- エドランゼ〜Come on!水戸姫様〜
- ザクラリッター・ミズキ
- すいっチ!!〜ボクがナツに想うこと〜（教師、黒服、理沙パパ）
- ねっとdeすごろく す〜ぱぁ★リッチ（あんちゃん）
- ミンナノウタ 〜Everyone's song〜（上北沢）

#### 2009年
- あきまほ!
- あの蒼い海より
- ステルラエクエス コーデックス 〜黄昏の姫騎士〜
- 世界を征服するための、3つの方法（フォルティナ♂）
- Dark Blue 限りなく… 闇に染まるBLUE（真岡 ジュン、犬飼 裕明）
- 魔法少女の大切なこと。（影）
- 若妻徹底凌辱! 〜愛する夫の目の前で〜（千嶋 裕一）[1]

#### 2010年
- アッチむいて恋（風間慎吾）
- 俺のタマノコシに乗ってくれ 〜従妹とメイドと後輩と先輩と先生と〜（柊 政義）
- 風ヶ原学園スパイ部っ!
- ク・リトル・リトル 〜魔女（オトメ）の使役（フレ）る、蟲神（テンシ）の触手（ユビサキ）〜
- Green Strawberry（遠藤 雅之）
- この歌が終わったら -When this song is over-
- 撫子乱舞（べんとー）
- BUNNYBLACK（フライングカーグ、ガルフ、ホネ、ファニードラ、大暗黒球、ゴツン、侍、神官戦士）
- 魔王を征服するための、666の方法（フォルティナ♂）

#### 2011年
- アルテミスブルー
- 12+（ティオ）
- Marguerite Sphere -マーガレット スフィア-
- 雪鬼屋温泉記（料理長）
- 恋愛0キロメートル（矢崎 神）[2]
- ラブライド・イヴ（南 桃春）

#### 2012年
- BUNNYBLACK 2[3]
- 創世奇譚アエリアル（土屋 満）[4]
- 門を守るお仕事（グリンマイス・ダン・グラッフォード）[5]

#### 2013年
- 恋愛0キロメートル Portable（矢崎 神）
- 流星☆キセキ -SHOOTING PROBE-（筑波 和也）
- ゆめこい ～夢見る魔法少女と恋の呪文～
- BUNNYBLACK3
- にゃんカフェマキアート ～猫がいるカフェのえっち事情～（マネージャー）
- 夢か現かマトリョーシカ

#### 2014年
- 寝トリ学園 ～彼氏持ちでもお構いなし! ヤりたい放題ADV～（二宮 禁児）
- ちぇ～んじ! ～あの娘になってクンクンペロペロ～（小田原 雅紀）

#### 2015年
- 悪魔娘の看板料理
- 聖騎士Melty☆Lovers

#### 2016年
- 働くオトナの恋愛事情
- PURELY×CATION
- プラネット ドラゴン
- 愚者ノ教鞭 今しか出来ないことがたくさんあるんだ!（藤松 多喜人）
- 略奪者の淫宴

#### 2017年
- 働くオタクの恋愛事情
- 新妻LOVELY×CATION
- 金色ラブリッチェ（竜造寺）
- なちゅらるばけーしょん

#### 2018年
- ひとつ屋根の、ツバサの下で
- あくまで、これは～の物語
- てんぷれっ!!（杉野 柊太）
- はるとゆき、

#### 2019年
- 金色ラブリッチェ -Golden Time-（城ヶ崎 老、竜造寺）
- 彼女は友達ですか? 恋人ですか? それともトメフレですか?

### 舞台
- 平澤初美ダンスカンパニー公演「真夏の夜の夢」（パック役）
- 銀色金魚公演「FLYING PANCAKE」（岸部英二役）
- 演劇ユニットアニマル王子公演「大きな月の輝の下で」（ヘンゼル役）
- 劇団ヒラオヨギー体質公演「地獄谷温戦の宿」（玉川豊役）
- 劇団アニマル王子公演「千鳥草」（ダンス振付指導）
- シアターアイム公演「風花」（ヤサキ先生役）
- 劇団Peek-a-Boo公演「テロしちゃうぞ」（小泉亮太役）
- 劇団アニマル王子公演「ちゃんばらブレード 俺の拳でブった斬る」（脚本/瞬蔵役）
- 平澤初美ダンスカンパニー公演「鬼の橋」（ダンサー）
- 風真公演「Unlimited Gate」（暁役）
- 劇団Peek-a-Boo公演「カバディ」（カバディ日本代表大澤役）

### イベント
- CANDY POP NIGHT「飴系でGO!」（場内アナウンス）
- NHKへようこそDVD発売記念イベント（ひきこもり星人）

### その他
- ダイナマイト☆ステーション（ゲスト）